# Ruta Provincial 301 (Tucumán)
La Ruta Provincial 301 es una carretera de Tucumán, Argentina, que une las ciudades de San Miguel de Tucumán y Famaillá. Esta pertenece al gobierno provincial de Tucumán en sus 32 kilómetros de recorrido. 

## Historia
Originalmente la ruta se extendía desde San Miguel de Tucumán hasta el límite con Santiago del Estero. Pero en 1971 la provincia transfirió el tramo entre la capital y Bella Vista y en 1979 el tramo al sur de Bella Vista para ser parte de la Ruta Nacional 157. 
En el año 2011 se terminaron los trabajos de ampliación de la ruta entre El Manantial y San Pablo, agregando dos nuevos carriles a los ya existentes e iluminación. Además se construyó una rotonda en la intersección con la Ruta Provincial 338, teniendo las obras un costo de ARS 13 776 488,61. En marzo de 2015, a causa de las crecidas del río Lules, el puente que atraviesa dicho río se desplomó y colapsó. Por esta razón se reparó el puente, reabriendo al tránsito vehicular en agosto del mismo año. 

## Localidades
Las localidades por las que pasa son las siguientes:
- Departamento Capital: San Miguel de Tucumán.

- Departamento Lules: El Manantial, San Pablo y Lules.

- Departamento Famaillá: Famaillá.